# K·吉瓦·萨加尔
K·吉瓦·萨加尔（英語：K. Jeeva Sagar），印度前外交官，曾任印度駐科威特大使，印度駐加納高級專員兼駐多哥、布基納法索和塞拉利昂。

## 經歷
K·吉瓦·萨加尔出生于印度东南部安得拉邦默吉利伯德讷姆，父母都是教师。薩加爾畢業於诺布尔學院，也是海德拉巴大学应用物理系的首批校友之一。
萨加尔曾担任印度Canara银行的助理经理，广泛走访全国各地，負責零售农村信贷和外汇银行业务。他於1991年加入印度外事服務部，外交部将他派往世界各地的印度使团，包括西亚（伊朗）、欧洲（爱尔兰）、南部非洲（津巴布韦）、拉丁美洲（墨西哥）和东亚（韩国）。在新德里总部，他曾负责巴基斯坦事务两年，处理与巴基斯坦的综合对话，并参加了两国首次反恐机制会议。
在卸任印度驻首尔使团副团长职务后，薩加爾于2013年6月17日就任印度驻加纳高级专员，同时兼駐多哥、布基纳法索和塞拉利昂。他擔任該職至2016年。
2017年12月7日，時任外交部聯祕的萨加尔被任命爲印度駐科威特大使。2018年1月至2020年5月，任印度駐科威特大使。随后退休。

## 家庭
妻子莉迪娅·斯里拉塔（Lydia Srilatha）拥有生物学学位和工商管理硕士学位，两人育有两女。